# Labidostomis chinensis
Labidostomis chinensis – gatunek chrząszcza z rodziny stonkowatych i podrodziny Cryptocephalinae.
Takson ten opisany został w 1887 roku przez Édouarda Lefèvre. Traktowany był jako podgatunek, a do rangi osobnego gatunku wyniósł go w 1990 roku Lew Miedwiediew.
Chrząszcz o walcowatym ciele długości od 6,3 do 8 mm. Jego narządy gębowe mają żółtą wargę górną i niezmodyfikowane żuwaczki o tępych krawędziach zewnętrznych. Nadustek na krawędzi wierzchołkowej ma tylko dwa ząbki. Przedplecze jest błyszczące, delikatnie i rzadko punktowane, porośnięte owłosieniem. Pokrywy są nagie. 
Owad palearktyczny, dalekowschodni. W Rosji zamieszkuje Kraj Zabajkalski, Przyamurze i Kraj Nadmorski. Z Chin podawany jest z Gansu, Hebei, Szantungu, Liaoningu oraz Jilinu w północno-wschodniej części kraju. Poza tym znany jest z Mongolii i Korei.